# Насер 56
Насер 56 — єгипетський історичний фільм режисера Мухаммеда Фаделя. Сюжет сфокусований на націоналізації Суецького каналу другим президентом Єгипту Ґамалем Абдель Насером, а також на подальшому вторгненні до Єгипту об'єднаних сил Ізраїлю, Великої Британії та Франції.